# Sperata aor
Sperata aor är en fiskart som först beskrevs av Hamilton 1822.  Sperata aor ingår i släktet Sperata och familjen Bagridae. IUCN kategoriserar arten globalt som livskraftig. Inga underarter finns listade i Catalogue of Life.